# Cinderford
Cinderford – miasto w Wielkiej Brytanii, w Anglii, w regionie South West England, w hrabstwie Gloucestershire. W 2001 r. miasto to zamieszkiwało 8 116 osób.
W tym mieście ma swą siedzibę klub piłkarski - Cinderford Town F.C. oraz klub rugby - Cinderford R.F.C.